# Nitro (muzička grupa)

Nitro je američki metal bend, formiran u Holivudu 1987. godine. Osnovao ga je pevač Džim Gilete i gitarista Majkl Endžlo Batio. Bend je postojao od 1987. do 1993. godine

## Istorijat
Nitro je zvanično osnovan 1987. godine, posle objavljivanja solo albuma Džima Gileta, na kome su svirali Majkl Endžlo Batio i T.J.Rejser. Zatim se i Bob Rok, peđašnji član grupe Vinnie Vincent Invasion pridružio i bend je počeo da snima materijal za prvi album. Nitro je 1989. izdao album O.F.R. Bob Rok je napustio bend nakon snimanja prvog albuma, zamenio ga je K.C.Komet. Posle turneje novog albuma, Komet i Rejser napuštaju bend, i ostavljaju Gileta i Endžla da pronađu nove članove. Pridružuju im se Ralf Karter i Džoni Tander, i bend u martu 1992. izdaje drugi album, posle koga se raspao 1993. godine.

## Članovi
- Džim Gilete, pevač
- Majkl Endžlo Batio, gitarista i klavijatura
- Ralf Karter, bas
- Džoni Tander, bubnjevi

Bivši članovi:
- Bobi Rok, bubnjevi
- T.J.Rejser, bas
- K.C.Komet, bubnjevi

## Albumi
- O.F.R (1989)
- Nitro II:H.W.D.W.S (1991)

## Singlovi
- Freight train (1989)
- Long Way from Home (1989)